# Filmografia de Betty Grable

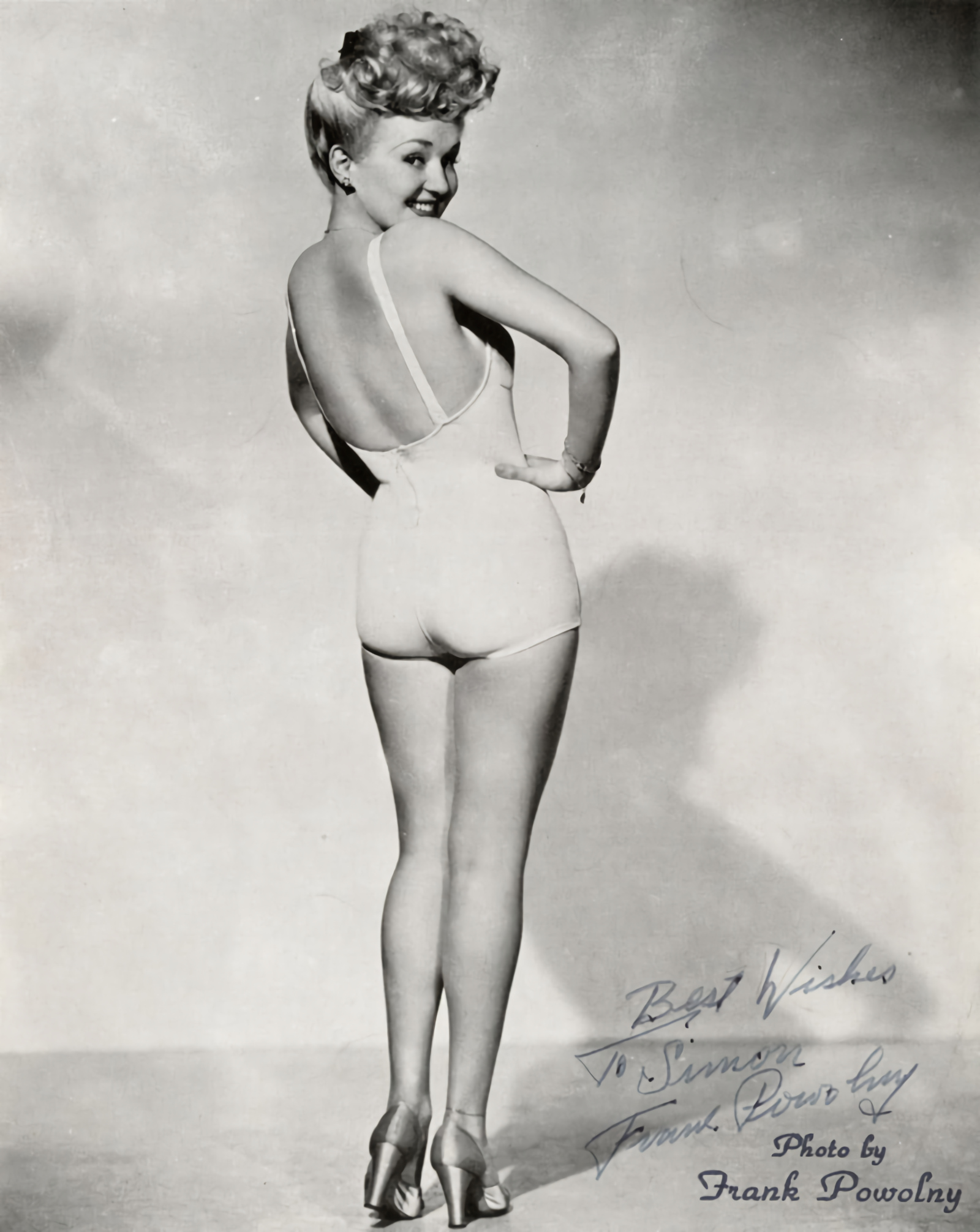
Betty Grable em sua icônica fotografia em traje de banho (1943), capturada pelo fotógrafo Frank Powolny. A imagem tornou-se um símbolo da Segunda Guerra Mundial, sendo amplamente distribuída entre os soldados. Estima-se que mais de cinco milhões de cópias tenham sido produzidas, consolidando seu status como uma das fotografias mais emblemáticas do período.

Esta página aborda a filmografia de Betty Grable, uma popular atriz, dançarina e cantora norte-americana. Considerada uma das principais estrelas contratadas pela 20th Century-Fox, ela estrelou diversos musicais e comédias românticas durante as décadas de 1940 e 1950.
Betty Grable iniciou sua carreira aos doze anos. Ela fez sua estreia no cinema em Happy Days (1929), aparecendo como figurante em uma cena não creditada, onde usava maquiagem de blackface. Durante a década de 1930, firmou contrato com os estúdios RKO e Paramount Pictures, participando e estrelando uma série de filmes B. No musical Pigskin Parade (1936), ambientado em um campus universitário, recebeu críticas positivas, mas seu desempenho foi ofuscado pela então novata Judy Garland.
Grable ganhou destaque ao participar do musical da Broadway Du Barry Was a Lady (1939). Em seguida, assinou um contrato exclusivo de longo prazo com a 20th Century-Fox. Após substituir Alice Faye em Down Argentine Way (1940), tornou-se o maior trunfo do estúdio durante toda a década seguinte, estrelando uma série de musicais e comédias de grande sucesso comercial. Frequentemente contracenava com atores como Victor Mature, Don Ameche, John Payne, Tyrone Power e Dan Dailey. Entre 1941 e 1951, foi consistentemente incluída na lista das dez estrelas mais rentáveis do cinema, sendo, por vezes, a única mulher na lista. Sua icônica fotografia em traje de banho tornou-se uma das imagens mais emblemáticas da Segunda Guerra Mundial.
Embora seus filmes geralmente seguissem o gênero tradicional de musicais, muitos alcançaram enorme popularidade por mais de uma década. Alguns chegaram ao topo das bilheterias, como Springtime in the Rockies (1942), Coney Island (1943), The Dolly Sisters (1945) e When My Baby Smiles at Me (1948). Entre seus maiores sucessos estão Pin Up Girl (1944) e Mother Wore Tights (1947). No entanto, o western The Beautiful Blonde from Bashful Bend (1949) foi o primeiro filme em nove anos a não render os lucros esperados pelo estúdio.
A mudança no gosto do público e o declínio da popularidade dos musicais no início dos anos 1950 contribuíram para a queda da carreira de Grable. Embora Wabash Avenue e My Blue Heaven, ambos lançados em 1950, tenham alcançado sucesso razoável, alguns de seus filmes subsequentes não conseguiram repetir o sucesso financeiro de seus primeiros trabalhos na Fox. How to Marry a Millionaire (1953), coestrelado por Marilyn Monroe e Lauren Bacall, foi um de seus últimos grandes sucessos no estúdio.
Em 1953, Grable optou por não renovar seu contrato com a Fox, buscando revitalizar sua carreira nos palcos. No entanto, ela retornou ao estúdio para estrelar seu último filme, a comédia satírica How to Be Very, Very Popular (1955), uma semi-paródia de seus trabalhos anteriores.

## Filmografia
| Título                                 | Ano  | Papel                                    | Diretor                                           | Elenco                                                                         | Notas |
| -------------------------------------- | ---- | ---------------------------------------- | ------------------------------------------------- | ------------------------------------------------------------------------------ | --- |
| Happy Days                             | 1929 | Corista                                  | Benjamin Stoloffi                                 | - Charles E. Evans - Marjorie White - Richard Keene                            | não creditado |
| Let's Go Places                        | 1930 | Corista                                  | Frank R. Strayer                                  | - Joseph Wagstaff - Lola Lane                                                  | não creditado |
| New Movietone Follies of 1930          | 1930 | Corista                                  | Benjamin Stoloff                                  | - El Brendel - Marjorie White                                                  | não creditado |
| Whoopee!                               | 1930 | Goldwyn Girl                             | Thornton Freeland                                 | - Eddie Cantor - Ethel Shutta - Eleanor Hunt                                   | não creditado |
| Kiki                                   | 1931 | Goldwyn Girl                             | Sam Taylor                                        | Mary Pickford                                                                  | não creditado |
| Palmy Days                             | 1931 | Goldwyn Girl                             | A. Edward Sutherland                              | - Charlotte Greenwood - Barbara Weeks - Spencer Charters                       | não creditado |
| The Greeks Had a Word for Them         | 1932 | Hat Check Girl                           | Lowell Sherman                                    | - Joan Blondell - Madge Evans - Ina Claire                                     | não creditado |
| Probation                              | 1932 | Ruth Jarrett                             | Richard Thorpe                                    | - John Darrow - Sally Blane                                                    | O primeiro papel creditado de Grable |
| The Age of Consent                     | 1932 | Student at Dormitory                     | Gregory La Cava                                   | - Dorothy Wilson - Arline Judge                                                | não creditado |
| Hold 'Em Jail                          | 1932 | Barbara Jones                            | Norman Taurog                                     | - Bert Wheeler - Robert Woolsey - Edna May Oliver                              | |
| The Kid from Spain                     | 1932 | Goldwyn Girl                             | Leo McCarey                                       | - Eddie Cantor - Lyda Roberti - Robert Young                                   | não creditado |
| Cavalcade                              | 1933 | Girl on couch                            | Frank Lloyd                                       | - Diana Wynyard - Clive Brook - Una O'Connor                                   | não creditado |
| Child of Manhattan                     | 1933 | Lucy McGonegle                           | Edward Buzzell                                    | - Nancy Carroll - John Boles                                                   | |
| Melody Cruise                          | 1933 | First Stewardess                         | Mark Sandrich                                     | - Charles Ruggles - Phil Harris                                                | não creditado |
| What Price Innocence?                  | 1933 | Beverly Bennett                          | Willard Mack                                      | - Jean Parker - Minna Gombell - Willard Mack                                   | |
| The Sweetheart of Sigma Chi            | 1933 | Band Singer with Ted Fio Rito            | Edwin L. Marin                                    | - Mary Carlisle - Buster Crabbe                                                | |
| The Gay Divorcee                       | 1934 | Dance Specialty                          | Mark Sandrich                                     | - Fred Astaire - Ginger Rogers                                                 | |
| Student Tour                           | 1934 | Cayenne                                  | Charles Reisner                                   | - Jimmy Durante - Charles Butterworth - Maxine Doyle                           | |
| By Your Leave                          | 1934 | Frances Gretchell                        | Lloyd Corrigan                                    | - Frank Morgan - Genevieve Tobin                                               | |
| The Nitwits                            | 1935 | Mary Roberts                             | George Stevens                                    | - Bert Wheeler - Robert Woolsey                                                | |
| Old Man Rhythm                         | 1935 | Sylvia                                   | Edward Ludwig                                     | - Charles "Buddy" Rogers - George Barbier                                      | |
| Collegiate                             | 1936 | Dorothy                                  | Ralph Murphy                                      | - Joe Penner - Jack Oakie - Ned Sparks                                         | |
| Follow the Fleet                       | 1936 | Trio Singer                              | Mark Sandrich                                     | - Fred Astaire - Ginger Rogers                                                 | |
| Don't Turn 'Em Loose                   | 1936 | Mildred Webster                          | Benjamin Stoloff                                  | - Lewis Stone - James Gleason - Bruce Cabot                                    | |
| Pigskin Parade                         | 1936 | Laura Watson                             | David Butler                                      | - Stuart Erwin - Patsy Kelly - Judy Garland - Jack Haley                       | |
| This Way Please                        | 1937 | Jane Morrow                              | Robert Florey                                     | Charles "Buddy" Rogers                                                         | |
| Thrill of a Lifetime                   | 1937 | Gwen                                     | George Archainbaud                                | The Yacht Club Boys                                                            | |
| College Swing                          | 1938 | Betty                                    | Raoul Walsh                                       | - George Burns - Gracie Allen - Martha Raye - Bob Hope - Edward Everett Horton | |
| Give Me a Sailor                       | 1938 | Nancy Larkin                             | Elliott Nugent                                    | - Bob Hope - Jack Whiting - Martha Raye                                        | |
| Campus Confessions                     | 1938 | Joyce Gilmore                            | George Archainbaud                                | - Eleanore Whitney - William Henry                                             | Grable recebeu os créditos principal pela primeira vez                                                                                                |
| Man About Town                         | 1939 | Susan Hayes                              | Mark Sandrich                                     | - Jack Benny - Dorothy Lamour                                                  | |
| Million Dollar Legs                    | 1939 | Carol Parker                             | Nick Grinde                                       | - John Hartley - Donald O'Connor - Jackie Coogan - Dorothea Kent               | |
| The Day the Bookies Wept               | 1939 | Ina Firpo                                | Leslie Goodwins                                   | Joe Penner                                                                     | |
| Down Argentine Way                     | 1940 | - Glenda Crawford - Glenda Cunningham    | Irving Cummings                                   | - Don Ameche - Carmen Miranda - Charlotte Greenwood                            | |
| Tin Pan Alley                          | 1940 | Lily Blane                               | Walter Lang                                       | - Alice Faye - John Payne - Jack Oakie                                         | |
| Moon Over Miami                        | 1941 | Kathryn 'Kay' Latimer                    | Walter Lang                                       | - Don Ameche - Robert Cummings - Carole Landis - Jack Haley                    | |
| A Yank in the R.A.F.                   | 1941 | Carol Brown                              | Henry King                                        | Tyrone Power                                                                   | |
| I Wake Up Screaming                    | 1941 | Jill Lynn                                | H. Bruce Humberstone                              | - Victor Mature - Carole Landis                                                | |
| Song of the Islands                    | 1942 | Eileen O'Brien                           | Walter Lang                                       | - Victor Mature - Jack Oakie                                                   | |
| Footlight Serenade                     | 1942 | Pat Lambert                              | Gregory Ratoff                                    | - John Payne - Victor Mature - Jane Wyman                                      | |
| Springtime in the Rockies              | 1942 | Vicky Lane                               | Irving Cummings                                   | - John Payne - Carmen Miranda - Cesar Romero - Harry James                     | |
| Coney Island                           | 1943 | Kate Farley                              | Walter Lang                                       | - George Montgomery - Cesar Romero                                             | |
| Sweet Rosie O'Grady                    | 1943 | - Madeline Marlowe - Rosie O'Grady       | Irving Cummings                                   | - Robert Young - Adolphe Menjou                                                | |
| Four Jills in a Jeep                   | 1944 | Ela mesma                                | William A. Seiter                                 | - Kay Francis - Carole Landis - Alice Faye - Martha Raye - Carmen Miranda      | |
| Pin Up Girl                            | 1944 | - Lorry Jones - Laura Lorraine           | H. Bruce Humberstone                              | - John Harvey - Martha Raye                                                    | |
| Diamond Horseshoe                      | 1945 | Bonnie Collins                           | George Seaton                                     | - Dick Haymes - Phil Silvers - William Gaxton                                  | |
| The Dolly Sisters                      | 1945 | Yansci 'Jenny' Dolly                     | Irving Cummings                                   | - John Payne - June Haver                                                      | |
| Do You Love Me                         | 1946 | A garota no Taxi (participação especial) | Gregory Ratoff                                    | - Maureen O'Hara - Dick Haymes - Harry James                                   | Grable fez uma participação como uma fã do personagem de Harry James                                                                                  |
| The Shocking Miss Pilgrim              | 1947 | Cynthia Pilgrim                          | George Seaton                                     | - Dick Haymes - Anne Revere                                                    | |
| Mother Wore Tights                     | 1947 | Myrtle McKinley Burt                     | Walter Lang                                       | - Dan Dailey - Mona Freeman                                                    | |
| Hollywood Bound                        | 1947 | Vários                                   | Vários                                            | Vários                                                                         | Astor Pictures fez uma copilação dos curtas-metragens da RKO, Ferry-Go-Round (1934), A Night at the Biltmore Bowl (1935) e The Spirit of 1976 (1935). |
| That Lady in Ermine                    | 1948 | - Francesca - Angelina                   | - Ernst Lubitsch - Otto Preminger (não creditado) | - Douglas Fairbanks, Jr. - Cesar Romero                                        | - Lubitsch morreu no início da produção. |
| When My Baby Smiles at Me              | 1948 | Bonny Kaye                               | Walter Lang                                       | - Dan Dailey - Jack Oakie - June Havoc                                         | |
| The Beautiful Blonde from Bashful Bend | 1949 | Winifred Jones                           | Preston Sturges                                   | - Cesar Romero - Rudy Vallee                                                   | |
| Wabash Avenue                          | 1950 | Ruby Summers                             | Henry Koster                                      | - Victor Mature - Phil Harris                                                  | Remake de Coney Island |
| My Blue Heaven                         | 1950 | Kitty Moran                              | Henry Koster                                      | - Dan Dailey - David Wayne - Jane Wyatt - Mitzi Gaynor                         | |
| Call Me Mister                         | 1951 | Kay Hudson                               | Lloyd Bacon                                       | - Dan Dailey - Danny Thomas                                                    | Remake do hit anterior de Grable A Yank in the RAF |
| Meet Me After the Show                 | 1951 | Delilah Lee                              | Richard Sale                                      | - Macdonald Carey - Rory Calhoun - Eddie Albert                                | |
| The Farmer Takes a Wife                | 1953 | Molly Larkins                            | Henry Levin                                       | - Dale Robertson - Thelma Ritter                                               | |
| How to Marry a Millionaire             | 1953 | Loco Dempsey                             | Jean Negulesco                                    | - Marilyn Monroe - Lauren Bacall                                               | |
| Three for the Show                     | 1955 | Julie Lowndes                            | H.C. Potter                                       | - Jack Lemmon - Marge Champion - Gower Champion                                | |
| How to Be Very, Very Popular           | 1955 | Stormy Tornado                           | Nunnally Johnson                                  | - Sheree North - Robert Cummings - Charles Coburn - Tommy Noonan               | |